# Kathy Jordan
Kathryn Kathy Jordan (Bryn Mawr, 3 dicembre 1959) è una tennista statunitense.

## Biografia
Sorella minore di Barbara, già vincitrice dell'Australian Open 1979, durante la sua carriera vinse il doppio al Roland Garros nel 1980 vincendo contro la coppia composta da Ivanna Madruga e Adriana Villagrán in due set (6-1, 6-0), la sua compagna nell'occasione era la connazionale Anne Smith.
Nel 1983 giunse nuovamente in finale all'Open questa volta venendo sconfitta da Rosalyn Fairbank Nideffer e Candy Reynolds per 5–7, 7–5, 6–2. Vinse il doppio anche all'Australian Open del 1981 dove con  6–2, 7–5 ebbe la meglio contro la coppia formata da Betsy Nagelsen e Martina Navrátilová. 
Due vittorie per lei nel torneo del Wimbledon: una nel 1980 e nel 1985 dove vinse nuovamente la Navrátilová in coppia questa volta con Pam Shriver in tre set 5–7, 6–3, 6–4. Vittoria anche nel US Open del 1981 battendo in finale Rosemary Casals e Wendy Turnbull in un doppio 6-3.
Nel singolo il suo miglior piazzamento fu la finale all'Australian Open del 1983 dove la Navrátilová la sconfisse per 6-2 7-6.